# Cidahu (Kopo)
Cidahu is een bestuurslaag in het regentschap Serang van de provincie Banten, Indonesië. Cidahu telt 4369 inwoners (volkstelling 2010).